# Hologaster mohelianus
Hologaster mohelianus là một loài bọ cánh cứng trong họ Cerambycidae.